# Цілотонна гама
Цілотонна гама — звукоряд, кожні два сусідні ступені якого утворюють цілий тон. Належить до симетричних ладів, тобто тих, що утворені поділом октави на рівні частини, тому в її межах вміщує 6 звуків. За звучанням лад має химерний, незвичний характер.
У своїх творах цілотонний звукоряд використовували В. А. Моцарт, М. І. Глінка (зокрема, відома «гама Чорномора» з опери Руслан і Людмила), О. С. Даргомижський, О. П. Бородін, М. А. Римський-Корсаков, К. Дебюссі та інші.